# Charles Garland
Pour les articles homonymes, voir Garland.
Charles Stedman Garland, plus connu sous le nom de Chuck Garland est un joueur de tennis américain. Il est né le 29 octobre 1898 à Pittsburgh et mort le 28 janvier 1971 à Baltimore.
Il est surtout connu pour avoir remporté le double messieurs du Tournoi de Wimbledon en 1920 avec son compatriote Richard Norris Williams devenant ainsi la première paire américaine à remporter le tournoi.
Il est membre du International Tennis Hall of Fame depuis 1969.

## Palmarès

### Titre en double messieurs
| No | Date       | Nom et lieu du tournoi      | Catégorie | Surface      | Partenaire     | Finalistes                     | Score              |  |
| -- | ---------- | --------------------------- | --------- | ------------ | -------------- | ------------------------------ | ------------------ |  |
| 1  | 21-06-1920 | The Championships Wimbledon | G. Chelem | Gazon (ext.) | Richard Norris | Algernon Kingscote James Parke | 4-6, 6-4, 7-5, 6-2 |  |